# François Meïmoun
François Meïmoun, né le 20 avril 1979 à Angers, est un compositeur, musicologue et professeur de musique classique français.

## Biographie
Né en 1979, François Meïmoun étudie au Conservatoire national supérieur de musique de Paris dans la classe de Michaël Levinas, à l'Université Paris-IV Sorbonne et à l'École des hautes études en sciences sociales. Docteur en musicologie, il est professeur d'analyse musicale au Conservatoire national supérieur de musique et de danse de Paris (CNSMDP) depuis 2017. 
Ses œuvres sont jouées par l'Orchestre Philharmonique de Radio France, l'Orchestre National de Bordeaux, Les Percussions de Strasbourg, l'Ensemble Intercontemporain, le Quatuor Arditti, le Quatuor Voce, le Quatuor Ardeo, le Quatuor Tana, les solistes Vanessa Wagner, Roger Muraro, Marie Vermeulin, Christophe Desjardins, Marc Coppey... Ses œuvres sont programmées au grand auditorium de Radio France, au Théâtre des Bouffes du Nord, au festival Manifeste de l'Ircam, à la Philharmonie de Paris, au Festival d'Aix en Provence...

## Enregistrements
- Bach / Meïmoun, Variations Goldberg, transcription pour quatuor à cordes, Quatuor Ardeo, IBS Classical, 2018

- Le Chant de la Création et autres oeuvres, Orchestre national de Bordeaux, Paul Daniel, Roger Muraro, Vanessa Wagner, Marie Vermeulin, Emmanuel Christien, Sylvain Durantel, Quatuor Ardeo, Quatuor Tana, Triton, 2019[3]

## Ouvrages
- La naissance d'un compositeur. Entretien avec Pierre Boulez, Aedam musicae, coll. XX-XXI, 2010[4]

- La construction du langage musical de Pierre Boulez, Aedam musicae, coll. XX-XXI, 2019[5]

## Prix
- Coup de coeur de l'Académie Charles Cros pour La naissance d'un compositeur. Entretien avec Pierre Boulez, Aedam musicae, 2010[6]
- Prix de la fondation Francis et Mica Salabert / Sacem, 2017
- Prix Nadia et Lili Boulanger / Académie des Beaux-Arts, 2017
- Grand prix de la musique symphonique (jeune compositeur) / Sacem, 2017[7]
- Coup de coeur de l'Académie Charles Cros pour Le Chant de la Création et autres oeuvres, Triton, 2019, annoncé dans l’émission du 22 janvier « Le Concert du Soir » sur France Musique d’Arnaud Merlin, en « après-concert »[8].